# Zaaimachine

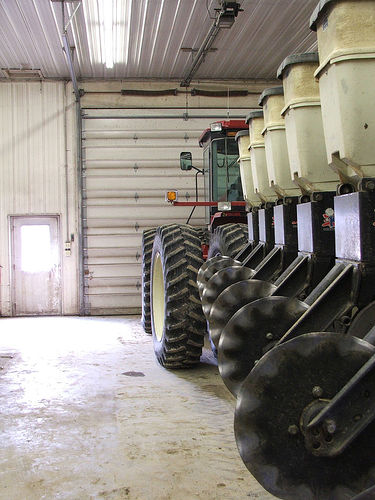
Zaaimachine, waarbij vijf zaaibakken te zien zijn. Bij transport zit de zaaimachine in de lengterichting achter de tractor. Bij het zaaien wordt deze dwars gezet.

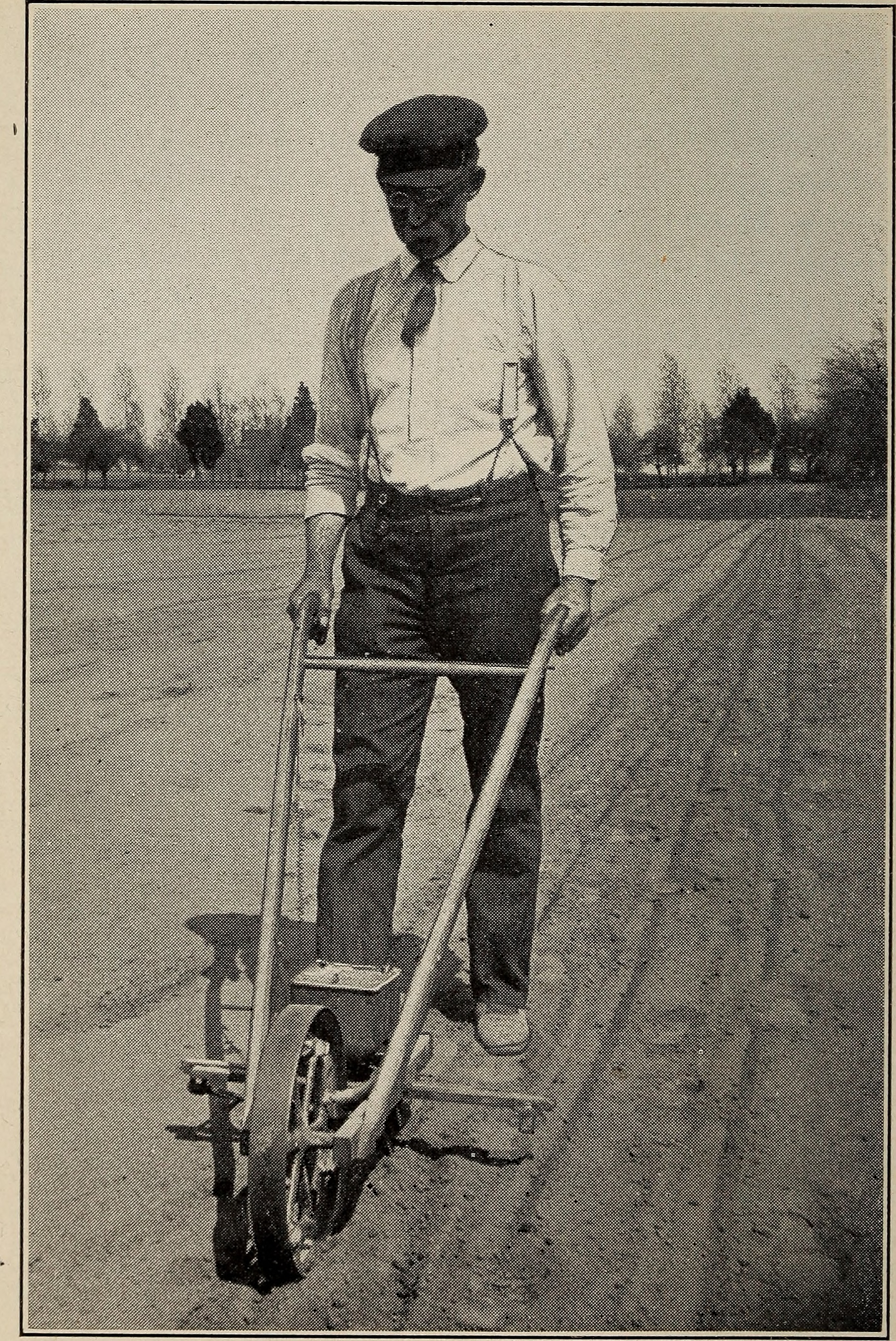
Handzaaimachine

Een zaaimachine is een landbouwwerktuig om zaad mee te zaaien. In de tuinbouw worden vaste zaaimachines gebruikt die stand-alone werken of in lijn geplaatst worden.
De Sumeriërs hadden al een primitieve zaaimachine ontwikkeld. Ten tijde van de Han-dynastie, tweede eeuw voor Christus, werd in China al een zaaimachine gebruikt. Hiermee kon per dag 7 ha gezaaid worden. De eerste Europese zaaimachine werd in 1566 door Camillo Torello uit Venetië gepatenteerd. In 1701 werd een werkende machine uitgevonden door Jethro Tull, maar het duurde tot midden 19e eeuw voordat er een professionele en betrouwbare zaaimachine was ontwikkeld.
De eerste zaaimachine in Nederland was de zaaiviool, die met de hand werd bediend. Later kwam er de handgeduwde eenrijïge zaaimachine. Nu zijn er zeer brede zaaimachines, die veel rijen tegelijk zaaien.
Een zaaimachine wordt tegenwoordig aangedreven via de aftakas van een tractor. Vroeger werd de machine aangedreven door de wielen van een door paarden getrokken voertuig. Het zaaien gebeurt vaak in dezelfde werkgang als het zaaiklaarmaken van de grond, waarbij tegelijk geëgd en gezaaid wordt.
Er zijn twee soorten zaaimachines:
- gewone zaaimachines
- precisiezaaimachines

## Gewone zaaimachine
Een zaaimachine werkt eigenlijk heel eenvoudig: voor de zaaipijp zit een sleuventrekker, die de grond een stukje opzij legt. Het zaad valt via de zaaipijp, die aan de onderkant open is, in de sleuf op de grond. Vervolgens wordt met zaaikouters een laagje grond op het zaad gebracht en wordt de grond aangedrukt met een drukrol. De sleuf wordt zo diep getrokken dat op een vaste ondergrond gezaaid wordt. De beste zaaidiepte is voor de meeste gewassen 1 tot 2 cm., maar voor peulvruchten 3 tot 5 cm.

## Precisiezaaimachine

### Landbouw
Deze zaaimachine legt de zaden op eindafstand. Hij werkt als een gewone zaaimachine, maar heeft een extra zaai-element. Het zaai-element bestaat uit een schijf met daarin op regelmatige afstand een putje, waarin een zaadje past. De schijf draait door de zaadbak, waardoor de putjes gevuld worden met een zaadje. Om er voor te zorgen dat er in een putje maar één zaadje zit zijn er afstrijkers die langs de schijf strijken. Deze zaaimachine wordt o.a. gebruikt voor het zaaien van suikerbieten. Het zaad moet voor een goede verzaaibaarheid wel gepilleerd worden.
Daarnaast bestaat een pneumatische precisiezaaimachine, waarbij het zaad door lucht op het zaai-element wordt vastgezogen. Hiervoor zit in het putje van het zaai-element een gaatje.

### Tuinbouw

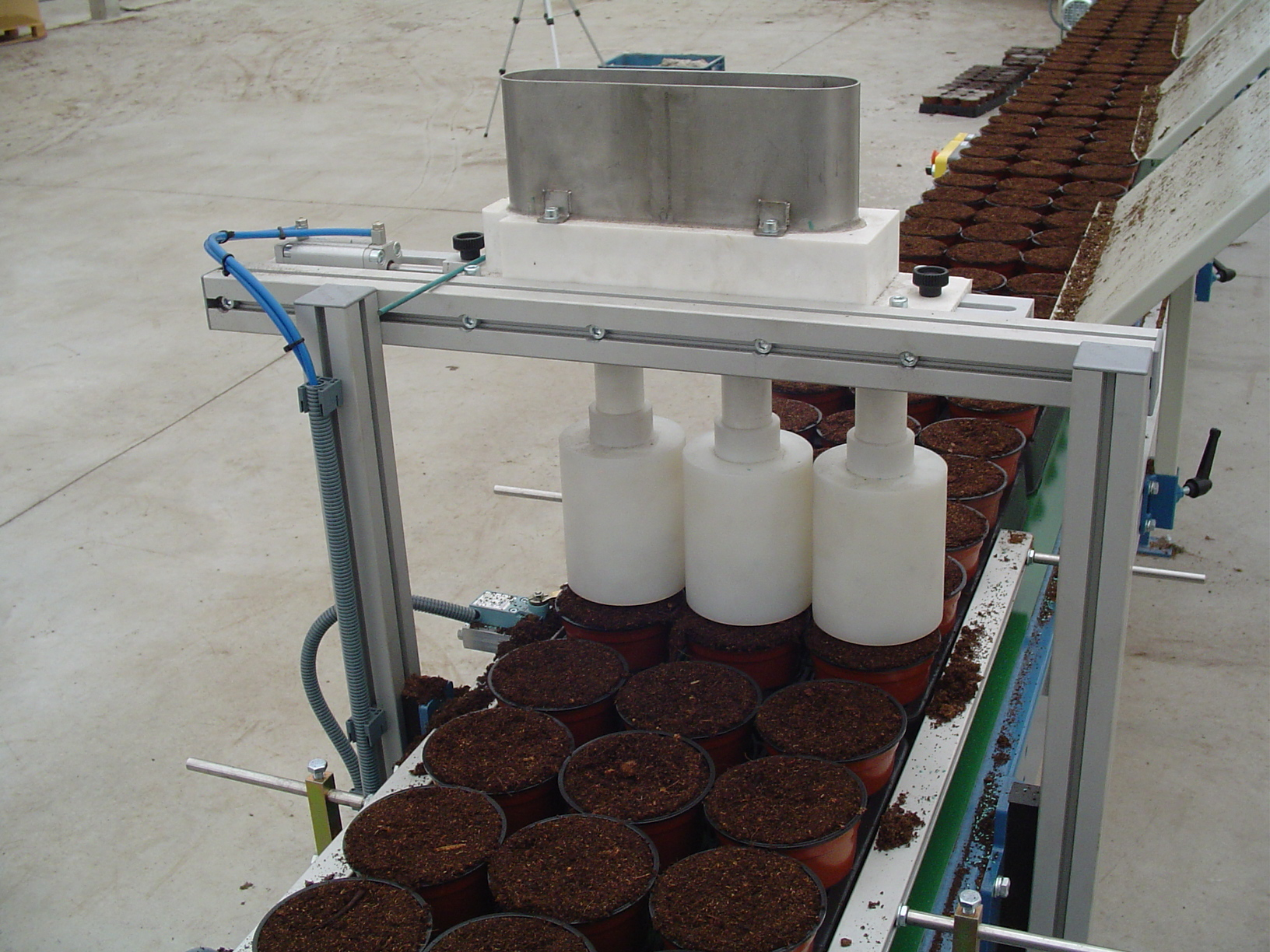
zaaitoestel over transportband

De zaaimachines die in de (glas)tuinbouw gebruikt worden kunnen ook beschouwd worden als precisiezaaimachines. Ze leggen de zaadjes in multiceltrays , open bakken of potten. Er worden twee zaaitechnieken gebruikt in de tuinbouw : 

#### Mechanische zaaiers
Bij een mechanische zaaier schuift er een zaaiplaat heen en weer onder het zaadreservoir. De zaaiplaat is geperforeerd zodat de zaadjes in de gaatjes vallen. De plaat schuift de zaadjes tot boven verdeelpijpen , de zaadjes vallen via deze pijpjes in het medium waarin ze moeten ontkiemen. Deze zaaiers worden enkel gebruikt bij gepilleerd zaad of gelijkvormig gekalibreerd naaktzaad. 
Mechanische zaaiers worden ook gebruikt om een bepaald volume zaadjes te zaaien : De gaten in de zaaiplaat kunnen dan een bepaald volume zaad bevatten, een principe dat vaak wordt gebruikt bij het zaaien van keukenkruiden in pot.

#### Pneumatische zaaiers
Bij een pneumatische zaaier wordt gebruikgemaakt van een vacuüm dat de zaadjes aanzuigt. 
Bij een naaldzaaier wordt een balk met een aantal naaldjes tot boven een zaadreservoir gebracht. Hij zuigt een aantal zaadjes aan, maakt een slag tot boven de verdeelpijpen en blaast de zaadjes af. Sommige naaldzaaiers reinigen de naaldjes door ze krachtig uit te blazen of door ze met een fijn naaldje te doorprikken. Naaldzaaiers zijn bijzonder geschikt voor het zaaien van ultra fijn zaad (tabak, knolbegonia, ...)
Bij een rolzaaier draait een geperforeerde rol rond. De binnenkant van de rol is onderverdeeld in verschillende luchtkamers : Ter hoogte van de vacuümkamer draait de rol onder een zaadreservoir door : elk gaatje zuigt een zaadje aan. Onderaan de rol worden de zaadjes afgeblazen in het medium waarin gezaaid wordt. Meestal bevat de rol ook een hogedrukkamer die de gaatjes terug uitblaast (reinigt). Rolzaaiers hebben een grotere capaciteit dan naaldzaaiers. 
Beide types zijn geschikt om in automatische vullijnen te plaatsen waarbij de multiceltrays of bakken in één beweging gevuld, gezaaid, bedekt met afdekmateriaal en beregend worden.  